# Anna Scherbaum
Anna Scherbaum (geb. Spall, * 17. April 1968 in Würzburg) ist eine deutsche Kunsthistorikerin und Autorin. Seit 1. November 2014 ist sie Leiterin der Volkshochschule Bamberg Stadt.

## Leben
Nach dem Abitur am Celtis-Gymnasium Schweinfurt studierte Anna Scherbaum Kunstgeschichte und Germanistik an der Ludwig-Maximilians-Universität München, der Technischen Universität Berlin und der Freien Universität Berlin. 2002 wurde sie mit einer Dissertation zu Albrecht Dürers Marienleben bei Werner Busch promoviert. Die Arbeit wurde 2003 mit dem Wolfgang-Ratjen-Preis ausgezeichnet, einem internationalen Nachwuchsförderpreis des Zentralinstituts für Kunstgeschichte in München für herausragende Forschungsarbeiten auf dem Gebiet der grafischen Künste.
Von 1994 bis 1996 war sie wissenschaftliche Volontärin beim Museumspädagogischen Dienst Berlin. Danach betreute sie die Dürer-Sammlung von Otto Schäfer und die Sammlung Grafik der Gegenwart im Museum Otto Schäfer Schweinfurt. Gemeinsam mit Rainer Schoch und Matthias Mende erarbeitete sie in den Jahren 1999 bis 2004 am Germanischen Nationalmuseum das dreibändige Werkverzeichnis der gesamten Druckgrafik Albrecht Dürers. In den Jahren 2003 bis 2014 war sie als Museumspädagogin am Kunst- und Kulturpädagogischen Zentrum der Museen in Nürnberg tätig. An der Erschließung der Sammlung Joseph Heller der Staatsbibliothek Bamberg war sie 2014 als Mitarbeiterin, später beratend beteiligt.
Seit 2004 ist Anna Scherbaum Lehrbeauftragte am Lehrstuhl für Kunstgeschichte, insbesondere Mittelalterliche Kunstgeschichte der Otto-Friedrich-Universität Bamberg, seit 2010 Dozentin der Katholischen Erwachsenenbildung im Erzbistum Bamberg. Am 1. November 2014 übernahm sie die Leitung der Volkshochschule Bamberg Stadt. Seit 1. Mai 2022 ist sie im Vorsitz des Bezirks Oberfranken innerhalb des Bayerischen Volkshochschulverbandes.

## Veröffentlichungen (Auswahl)
- Matthias Mende, Anna Scherbaum, Erich Schneider: Albrecht Dürer. 80 Meisterblätter. Holzschnitte, Kupferstiche und Radierungen aus der Sammlung Otto Schäfer. Prestel, München / London / New York 2000, ISBN 3-7913-2435-7.
- Kai Artinger, Anna Scherbaum [u. a.]: Prechtls Welttheater. Michael Mathias Prechtl, Bilder und Zeichnungen zur Geschichte und Literatur 1958–2000. Edition Minerva, Wolfratshausen 2001, ISBN 3-86102-116-1.
- Rainer Schoch, Matthias Mende, Anna Scherbaum: Albrecht Dürer. Das druckgraphische Werk. Band 1: Kupferstiche, Eisenradierungen und Kaltnadelblätter. Prestel, München [u. a.] 2001, ISBN 3-7913-2434-9.
- Rainer Schoch, Matthias Mende, Anna Scherbaum: Albrecht Dürer. Das druckgraphische Werk. Band 2: Holzschnitte und Holzschnittfolgen. Prestel, München [u. a.] 2002, ISBN 3-7913-2523-X.
- Rainer Schoch, Matthias Mende, Anna Scherbaum: Albrecht Dürer. Das druckgraphische Werk. Band 3: Buchillustrationen. Prestel, München [u. a.] 2004, ISBN 3-7913-2626-0.
- Anna Scherbaum: Albrecht Dürers Marienleben. Form, Gehalt, Funktion und sozialhistorischer Ort (= Gratia. Band 42). Harrassowitz, Wiesbaden 2004, ISBN 3-447-05013-6.
- Eva M. Hanebutt-Benz, Ursula Rautenberg, Anna Scherbaum [u. a.]: Michael Huth, Blattwerk – Druckgrafik. Ein Katalogbuch. Breitengüßbach 2004, ISBN 3-00-013278-3.
- Georg Drescher, Anna Scherbaum, Michael Bucher: Vom Heiligen Land zu den Ufern von Rhein und Main. Gedruckte Städtebilder aus fünf Jahrhunderten (1474–1847) (= Ausstellungskatalog / Bibliothek Otto Schäfer. Band 20). Bibliothek Otto Schäfer, Schweinfurt 2004, ISBN 3-926896-27-2.
- Georg Drescher, Claudia Wiener, Anna Scherbaum [u. a.]: Dürers Marienleben. Andachtsliteratur als Künstlerbuch. Eine Ausstellung der Bibliothek Otto Schäfer zu einem Buchprojekt des Nürnberger Humanismus (= Ausstellungskatalog / Bibliothek Otto Schäfer. Band 21). Dr.-Otto-Schäfer-Stiftung, Schweinfurt 2005.
- Georg Drescher, Anna Scherbaum, Helmut Bieber: Der frühe Habdank. Lithographien, Holzschnitte, Pressendrucke 1949–1960 (= Ausstellungskatalog / Museum Otto Schäfer. Neue Folge 1). Museum Otto Schäfer, Schweinfurt 2006.
- Anna Scherbaum, Georg Drescher, Karin Hack, Ewald Gäßler, Rainer Pöhlitz: Rainer Pöhlitz – Goya in Franken. Das graphische Frühwerk (= Ausstellungskatalog / Museum Otto Schäfer. Neue Folge 3). Museum Otto Schäfer, Schweinfurt 2008.
- Rainer Schoch, Anna Scherbaum, Claudia Wiener: Albrecht Dürer – Marienleben. Prestel, München / Berlin / London / New York 2009, ISBN 978-3-7913-4297-9.
- Anna Scherbaum, Werner Dietz [u. a.]: Isi Huber. Freude am Schauen (= Schweinfurter Museumsschriften. Band 193). Stadt Schweinfurt, Museen und Galerien, Schweinfurt 2012, ISBN 978-3-936042-78-8.
- Peter Wörfel, Christel Burghard-Wörfel, Katharina Christ, Anna Scherbaum: Peter Wörfels Welten: einfach Mensch sein! (= Schweinfurter Museumsschriften. Band 229). Stadt Schweinfurt, Museen und Galerien, Schweinfurt 2017, ISBN 978-3-945255-14-8.
- Werner Kohn, Anna Scherbaum, Matthias Scherbaum: 65 Jahre Fotografie in Bamberg und anderswo. 1953–2018. Erich-Weiß-Verlag, Bamberg 2018, ISBN 978-3-940821-66-9.
- Anna Scherbaum, Bettina Wagner: Ein Bamberger sammelt Dürer: Joseph Hellers Vermächtnis in der Staatsbibliothek Bamberg. 22. März 2021, abgerufen am 9. April 2021 (Online-Vortrag beim Colloquium Historicum Wirsbergense).